# Woodstock Pop Festival de Manseau
Le Woodstock Pop Festival de Manseau est un festival de musique populaire qui s’est tenu du 31 juillet au 2 août 1970 à Manseau, une municipalité du Centre-du-Québec ne dénombrant que quelques milliers d'habitants. Inspiré du célèbre festival de Woodstock, organisé un an plus tôt dans l’État de New York, l’événement québécois se voulait une célébration de la contre-culture et du mouvement hippie, mêlant musique, liberté d’expression et idéaux pacifistes.
« Le Festival de Manseau aurait pu être un moment marquant, à tout le moins dans l’histoire musicale du Québec, mais le fait qu’il ne l’ait pas été ne signifie pas pour autant que son importance est anecdotique. ».

## Contexte

### La vague des festivals pop
Le festival de Woodstock, tenu à Bethel, dans l'État de New York, du 15 au 18 août 1969, constitue le premier concert rock de cette envergure. Il marque profondément la mémoire collective d’une génération et donne naissance au mythe de « Woodstock ». La sortie du documentaire Woodstock : Trois jours de paix et d’amour dans les salles de cinéma nord-américaines contribuent à diffuser ce mythe auprès de milliers de personnes n’ayant pu assister à l’événement.
Ce festival exerce une influence décisive sur l’industrie du spectacle musical en Amérique du Nord. Cette inspiration traverse les frontières et se fait sentir jusqu’au Québec, où des promoteurs cherchent à créer un événement similaire dans un cadre local. Le Woodstock Pop Festival de Manseau, tenu en 1970, s’insère directement dans cette dynamique en tentant de reproduire un équivalent québécois de Woodstock, inscrivant ainsi sa création dans un mouvement panaméricain. Il incarne à la fois les aspirations de la jeunesse québécoise à une culture alternative, et les tensions propres au Québec de l’époque, tiraillé entre modernisation, affirmation nationale et quête de liberté individuelle. Le phénomène des spectacles musicaux s’inscrit également dans un contexte plus large de développement de la culture du spectacle au Québec.

### Contexte sociopolitique

#### Contexte politique
Les années 1960 sont porteuses d’un contexte politique particulier. La Révolution tranquille marque une période de changements profonds et rapides, accompagnée d’une modernisation du Québec qui débute sous le gouvernement de Jean Lesage (1960-1966) et se termine avec le mandat de Robert Bourassa (1970-1976). Ce dernier lance de grands projets d’infrastructure, notamment la construction des complexes hydroélectriques de la Baie-James, des autoroutes et des édifices publics, dont les installations olympiques pour les Jeux de 1976. Son gouvernement met également en place le régime d’assurance-maladie afin de répondre aux besoins sociaux de la population. Toutefois, son mandat est aussi marqué par la crise d’Octobre de 1970, qui révèle les tensions politiques de l’époque.
Selon le sociologue Jean-Philippe Warren, les années 1960 portent en elles « les espoirs les plus nobles et les plus fous d’une génération », d’enfants nées entre 1945 et 1955 qui se questionnent sur le mode de vie de leurs parents. Cette décennie vise à bâtir un État francophone moderne, en s’appuyant sur le mouvement nationaliste renouvelé. Longtemps incarné par les institutions religieuses catholiques, le nationalisme québécois des années 1960 s’affirme désormais dans un cadre laïque, sous l’impulsion d’un État soucieux de défendre et de promouvoir la culture québécoise. Le nationalisme canadien-français prôné par l’Église laisse progressivement place à un nationalisme civique et culturel. Pour ce faire, le Québec cherche à s’ouvrir sur le monde, à prendre conscience de ses relations internationales et à valoriser son identité à travers les arts et les initiatives culturelles.
Dans cette optique, le ministère des Affaires culturelles est créé le 1er avril 1961, avec pour mission de faire rayonner l’identité culturelle du Québec. À la fin des années 1960, le Québec s’est doté d’un État moderne et centralisé, capable de soutenir sa propre production culturelle. Dans ce climat de réaffirmation identitaire et de modernisation, le Québec voit émerger de nouvelles formes d’expression culturelle, mais aussi des tensions face à leur mise en pratique.

#### La contre-culture et la naissance du mouvement hippie au Québec
Le mouvement social de la contre-culture, né aux États-Unis dans les années 1960, constitue la base même de la conception moderne du festival comme événement populaire, permettant à la jeunesse d’exprimer ses valeurs et de promouvoir un mode de vie alternatif et marginal. Cette jeunesse contestataire, qui arrive à l’âge adulte dans les années 1960, est issue du baby-boom qui fait suite à la Deuxième Guerre mondiale. Dans leur élan de renouveau, les jeunes deviennent les instigateurs de grandes manifestations étudiantes, s’opposant à « la culture et au mode de vie proposés par la société jugée aseptisée et conformiste alors en place aux États-Unis ». Le mouvement contre-culturel présente deux facettes distinctes : les activistes politiques et les hippies, en quête de spiritualité, de fraternité et d’amour libre.
Au Québec, la contre-culture s’exprime de différentes façons. Alors que la musique prend de plus en plus de place dans la vie des Québécois, l’intérêt pour les spectacles sur scène ainsi que pour les rassemblements culturels de masse augmente en flèche. La ville de Montréal se trouve à l’avant-plan du mouvement, tenant le rôle de pôle culturel, d’hôte principal pour les divers rassemblements en plus de posséder quatre universités. Pour certains historiens, l’Expo 67 représente le premier événement contre-culturel majeur au Québec, jouant un rôle de catalyseur en ouvrant la province sur le reste du monde. Les mouvements contestataires sont bien présents au Québec et l’une des manifestations les plus marquantes demeure la grève des cégeps de 1968, qui reste ancrée dans la mémoire collective. La revue Mainmise, un des principaux vecteurs des idéaux contre-culturels au Québec, diffuse quant à elle du contenu hippie qui s’inspire particulièrement du mouvement américain. Ce contenu critique ouvertement le « système technocratique de consommation de la société occidentale » et promeut la consommation récréative et spirituelle de drogues. La musique joue également un rôle primordial au sein de la « génération contre-culturelle » dans l’unification et dans la définition et l’expression de l’identité de la jeunesse québécoise.
Dès l’émergence de ce mouvement, le Québec y adhère pleinement, donnant naissance à une série de spectacles et d’événements médiatiques, tels que l’Osstidcho ou les premières manifestations du théâtre expérimental et engagé. Cependant, vers la toute fin des années 1960, le mouvement s’essouffle. Alors que « le mouvement contre-culturel est repris et commercialisé par les médias de masse », les jeunes contestataires atteignent l’âge des responsabilités et s’intègrent au système capitaliste. Il n’en demeure pas moins que « la volonté d’être maître chez soi, de décoloniser les consciences, de s’émanciper des vieux carcans institutionnels, de vivre une révolution culturelle, de s’ouvrir au monde ou de contester des pouvoirs établis » s’inscrivent tout autant dans le mouvement contre-culturel que dans le nationalisme québécois.

## Déroulement

### Préparatif, lieu et logistique
Deux courants de pensée se manifestent au Québec concernant la tenue d’un Festival pop similaire à celui de Woodstock. Si beaucoup de Québécois se réjouissent de la tenue d’un tel festival dans la province, une partie de la population, notamment la population locale de Manseau, le condamne toutefois d’avance, inquiets des débordements potentiels ou est en désaccord avec ce type d’événements et ses pratiques. Par exemple, le Comité culturel du Québec, qui milite activement contre l’impérialisme culturel américain, prend pour cible le festival de Manseau, non pas pour le spectacle lui-même, mais bien pour le prix du billet d’entrée considéré beaucoup trop élevé.De plus, une partie de la population craint l’arrivée massive de participants dans un petit village rural. L’opposition politique, notamment représentée par l’Union Nationale, s’en empare pour alimenter le débat à l’Assemblée nationale. Ce climat de tension conduit à l’adoption de la loi 34, qui abroge la loi 32 et permet désormais au gouvernement du Québec d’accorder des licences pour tout rassemblement de plus de 1 000 personnes.
L’événement est organisé par Woods Productions accompagnées « des frères Filiatrault, Claude Lahaie, Réal Le Roy et Richard « Ziggy » Wiseman » en plus de l’implication et de Michael Lang, coorganisateur du festival de Woodstock. Plusieurs sites sont convoités par les promoteurs pour la tenue du festival.  Des négociations ont notamment lieu le 8 juin 1970 à Saint-Édouard, dans le comté de Maskinongé, mais n’aboutissent pas à une entente. Le 15 juin 1970, les promoteurs rencontrent le Conseil municipal afin d’obtenir la permission de s’installer dans la petite municipalité de Saint-Joseph-de-Blandford. Communément appelé Manseau, le site présente les caractéristiques parfaites : il est à proximité de la route Trans-Canadienne, un sol en sable dur et un éloignement suffisant du village. C’est à cette réunion qu’est convenue la durée, le nom du festival ainsi que les engagements pris par les entrepreneurs. Le Woodstock Pop Festival de Manseau est prévu du 31 juillet au 2 août 1970, doit accueillir 25 000 personnes et doit se tenir un terrain agricole acheté d’un résident, Paul Turgeon. Le prix d’entrée est établi à 15 $, un montant substantiel à cette époque. Les organisateurs baptisent le site « Ferme Napoléon ». Parallèlement, un autre festival, le Québec International Pop Festival, s’organise dans la municipalité de Sainte-Croix dans Lotbinière. Ce dernier ne reçoit toutefois aucune attention médiatique et passe relativement inaperçu jusqu’à l’annonce officielle qui a lieu le 23 juin 1970 lors d’une conférence de presse. Cet événement parallèle pousse les organisateurs de Manseau à mettre le paquet.
À son tour, le Festival Pop de Manseau est annoncé dans les journaux sans toutefois avoir encore reçu de permis. On y fait l’éloge des préparatifs reliés à la sécurité et l’hygiène, notamment la présence de 300 policiers de la Sûreté du Québec, des tentes médicales, de toilettes chimiques et des points de vente de nourritures ainsi que des agents de sécurité, des psychiatres, médecins et infirmière en plus d’offrir la cueillette des ordures. Le festival obtient son permis le 23 juillet 1970, soit une semaine avant la tenue de l’événement. À l’approche du festival, les médias changent de ton. Ils dénoncent qu’aucune programmation musicale ne soit encore officiellement annoncée. Des informations circulent dans les journaux que les préparatifs ne sont plus suffisants après que la Maison Gervais se désiste de fournir la majorité des soins médicaux, « la garantie de 4 668 $ n’ayant pas été acquittée par les organisateurs ». Les éloges se tarissent rapidement et l’incertitude plane autour du Festival Pop, notamment avec la rumeur de l’implication de la pègre dans l’organisation de l’événement.

### Programmation musicale et déroulement
Avant la tenue du festival, les médias soulignent déjà que la programmation musicale est problématique. Ils dénoncent les propos de Richard Wiseman, et de l’organisation en général, qui auraient confirmé plusieurs grands artistes sans toutefois dévoiler les contrats, qu’il refuse catégoriquement de présenter au public. L’absence notable d’artistes de renom, tel que Jimi Hendrix et Ritchie Heavens, présents à Woodstock l’année précédente, et le refus de plusieurs artistes de performer à Manseau, comme Robert Charlebois et Joe Cocker, est mise de l’avant dans les journaux. À quelques heures du commencement, aucun organisateur ni aucune personne présente sur le site n’est en mesure « d’indiquer quels seront les artistes qui offriront une performance le soir même » et il faut attendre la deuxième journée du festival pour enfin connaître officiellement qui se produira sur scène.
Le 31 juillet 1970, au premier jour du festival, la scène demeure vide la majorité du temps et de la musique enregistrée est jouée pour les festivaliers. En fin d’après-midi, quelques groupes se présentent pour jouer, mais les relations avec Richard Wiseman sont difficiles et Michael Lang tente de les convaincre de jouer tout en étant payés plus tard, ce que la majorité des groupes refusent. L’équipe d’Astro Electronics, qui s’occupe de la sonorisation, refuse de faire fonctionner les haut-parleurs sans qu’ils aient été payés. C’est Michael Lang qui sauve la mise en convainquant quelques personnes de jouer, notamment Naked Truth, Entreprise et Sound Spectrum, qui acceptent de performer à moindre prix. Le festival débute sur une fausse note, le spectacle d’ouverture débute trois heures en retard et est accueillis par des rires et des huées de la foule. De plus, cette dernière demeure apathique tout au long de la soirée. L’échec de la première journée du festival entraîne le départ des hippies ne laissant sur place que les curieux, ce qui laisse sous-entendre « qu’un festival de musique à caractère contre-culturel n’est pas pour les Québécois ».
Le reste du festival se poursuit sur cette lancée. Les festivaliers ont droit à des bandes enregistrées, des sessions improvisées de jeunes musiciens amateurs et quelques prestations d’artistes plus ou moins connus. La pluie s’invite au rendez-vous et l’absence d’artistes de renom nuit aux commerçants sur le site qui n’obtiennent pas les profits espérés. Le festival subit des problèmes techniques et l’atmosphère demeure tendue. Lors de la deuxième journée, devant le fiasco de la veille, les organisateurs ouvrent le site gratuitement à tous. Un des seuls artistes de renom, Dr John, joue pendant près de trois heures durant la nuit de samedi à dimanche. La dernière journée est marquée par l’arrivée massive de curieux, venus participer au festival gratuitement.  

### Participation du public
Dès la veille de l’événement, près de 3 000 personnes sont présentes sur les lieux. Les organisateurs s’attendent à accueillir entre 25 000 et 50 000 participants tout au long de l’événement. Les festivaliers proviennent majoritairement du Québec, mais aussi des États-Unis et de l’Ontario. Cependant, la mauvaise température, l’ingérence des organisateurs et le faible nombre d’artistes présents entraînent une forte baisse de l’estimation initiale : entre 86 % et 88 % des spectateurs attendus ne se présentent pas. Seules 3 000 à 7 000 personnes sont présentes lors de la première journée.
Le samedi 1ᵉʳ août, le lendemain de l’ouverture, un survol en hélicoptère effectué par la Sûreté du Québec constate que la foule a déjà diminué de moitié. Face au manque d’artistes, plusieurs festivaliers refusent de payer le prix d’entrée fixé à 15 $. Pour éviter que la situation ne dégénère, les organisateurs annoncent que l’entrée au festival est désormais gratuite. Cette gratuité attire un tout nouveau type de public : « Des centaines de touristes genre papa-maman-Pierrot-Pierrette, attirés par la nouvelle annoncée à la radio, s’amenèrent en défilé pour contempler les drogués, les nus et les crotés [sic] ». Malgré les conditions météorologiques défavorables et le manque d’artistes, on estime qu’environ 300 personnes sont encore présentes une heure après la fin du festival.

### Implications politiques
Avant même l’ouverture du site, le festival attire l’attention de divers acteurs, notamment du Comité Culturel du Québec. Ce dernier milite entre autres contre l’impérialisme culturel et économique américain, la défense de la langue française et l’indépendance du Québec. On trouver parmi ses membres « de la cellule Chénier du Front de libération du Québec (FLQ), dont les actions seront au cœur de la crise d’octobre de 1970 ». Le Comité prend pour cible le festival, contestant non pas la philosophie hippie, mais bien le prix onéreux des billets et la commercialisation de la contre-culture. À l’approche de l’ouverture, le C.C.Q s’organise et met sur pied un « sit-in » pour manifester devant l’entrée du site, ce qui inquiète la Sûreté du Québec. L’après-midi du premier jour du festival est marqué par la présence d’environ 200 jeunes manifestants devant l’entrée du site. Michael Lang s’improvise médiateur et tente d’offrir des billets à 1 $ pour calmer le jeu. En début de soirée, la pluie vient écourter la manifestation. Durant le festival, certains membres du Comité profitent de la scène vacante pour livrer des discours politiques pour éventuellement être éjectés par les organisateurs.

### Implication du crime organisé
Une rumeur largement répandue stipule que la pègre serait impliquée dans la direction de Woods Productions, l’entreprise responsable de l’organisation du festival. Cependant, il faudra attendre la Commission d’enquête sur le crime organisé (CECO), mise en place en septembre 1972, pour connaître l’implication réelle du crime organisé dans l’administration du festival. La Commission se déroulera pendant 11 ans, soit de 1973 à 1984.
À travers cette enquête, plusieurs individus liés à Woods Productions sont associés à des activités criminelles. David Wiseman s’est révélé être un proche membre de la mafia qui serait impliqué dans une agence de voyages vers des casinos américains durant lesquels il extorquerait de l'argent à des joueurs compulsifs et endettés. Wiseman se livre à la police en 1974 pour des accusations de fraude commerciale. Il aurait, avec son associé Réal Filiatrault, escroqué des investisseurs en montant une fausse entreprise, pour un montant estimé à 80 000 $. En 1976, Wiseman est condamné à quatre ans de prison pour proxénétisme, en lien avec des salons de massage à Montréal. Lors de la perquisition menée dans les bureaux de Woods Productions, le 24 juillet 1970, Roger Vandal se présente comme le responsable des lieux. Il est alors en attente de procès pour vol par effraction et recel, des crimes commis en octobre 1969, lors de la grève des policiers de Montréal. En 1977, il est également accusé de fraude liée à des cartes de crédit.
En ce qui concerne les frères Filiatrault, le Nouvelliste publie le 29 juillet 1970 que les deux membres organisateurs sont recherchés pour fraude, notamment avec des œuvres de charité, mais également pour avoir signé de faux contrats avec des artistes connus à différent endroit. Fernand Filiatrault aurait été appréhendé sur le site du festival cette même journée. En août 1970, la véritable identité de Réal Filiatrault est révélée au public : Réal LeRoy et Réal Filiatrault sont la même personne. Le nom de LeRoy est associé à un membre important du crime organisé. La CECO permet aussi d’associer une grande partie des fonds initiaux de l’événement à la pègre. En effet, le fils de William O’Bront, connu pour être le banquier de la mafia montréalaise, aurait investi 7 000 $. De plus, Frank Cotroni, chef de cette même mafia, aurait injecté 15 000 $ en vue d’un éventuel marché de stupéfiants sur le site de Manseau.

## Bilans
Avant l’ouverture du festival, l’attention médiatique se concentre sur les aspects jugés dérangeants de la contre-culture, notamment l’éveil spirituel par la drogue. Les médias se concentrent aussi sur les enjeux de sécurité à l’intérieur du site et les préparatifs effectués à cet effet, dans le but de rassurer la population. Peu de place est accordée au message de paix et de changement porté par les communautés hippies. Le festival est rapidement qualifié de « flop » par plusieurs médias. Le manque de musique est l’argument principal pour désigner l’échec du festival. Cinquante ans plus tard, Radio-Canada revisite l’événement à travers une série de reportages d’archives, insistant sur les éléments qui ont mal tourné : désorganisation, nudité, usage de drogues, gouffre financier et liens avec Woods Productions. Certaines anecdotes grivoises publiées dans La Presse alimentent un récit sensationnaliste. Cette couverture médiatique, largement négative, contribue à renforcer un clivage générationnel et social. Les jeunes, déçus par l’absence de musique, et les commerçants, pour la plupart plus âgés, frustrés par le manque d’achalandage et de bénéfices espérés, témoignent de visions opposées sur ce que devait être l’événement.
Si les critiques dans la presse sont sévères à l’égard du festival, Jean Basil du Devoir nuance le bilan en affirmant : « Manseau n’a pas été un désastre. Car un désastre à Manseau, cela aurait été une série d’actes de violence, comme cela se serait passé à coup sûr, aux É.U. ». Ainsi, bien que les médias aient mis l’accent sur les ratés du festival, il n’en demeure pas moins que près de 10 000 personnes se sont rassemblées à Manseau, prêtes à démontrer au monde entier qu’un événement pacifique était possible.
Le bilan financier s’avère particulièrement lourd. Fernand Filiatrault affirme, dès la fin du festival, que celui-ci a généré un déficit de 125 000 $. Les organisateurs rejettent la responsabilité de leur échec sur plusieurs facteurs, mais accusent principalement les forces policières d’avoir propagé une rumeur selon laquelle le festival aurait été annulé, ce qui aurait dissuadé une grande partie du public de se déplacer. Sur les 25 000 billets imprimés, seulement 800 auraient été vendus. Le premier ministre du Québec, Robert Bourassa, ordonne une enquête dès le lendemain du festival pour faire la lumière sur d’éventuels abus, notamment concernant le prix des billets pour un spectacle qui n’a jamais eu lieu. Ce déficit important, combiné à la pression médiatique et politique, force les organisateurs à déclarer faillite. Certains artistes comme Dr John ne recevront jamais leur cachet, et ni leur hôtel ni leur service de limousine ne seront payés, les laissant sans moyen de retourner à l’aéroport. En parallèle, la Sûreté du Québec dresse son propre bilan : elle estime les frais de sécurité à près de 200 000 $ et rapporte 14 arrestations pour conduite avec facultés affaiblies.
Le festival de Sainte-Croix, initialement prévu la semaine suivante, sera d’abord déplacé, puis finalement annulé, le gouvernement refusant désormais de délivrer des permis pour ce type d’événement. Cette décision marque également la fin de « […] la possibilité d’une contre-culture musicale à « l’américaine » au Québec ». Ainsi, le Woodstock Pop Festival de Manseau, loin d’être un simple concert raté, devient le symbole d’un élan brisé — celui d’une jeunesse québécoise en quête de liberté culturelle, confrontée à la réalité politique, économique et médiatique de son époque.